# Katedra Zbawienia Narodu w Bukareszcie
Katedra Zbawienia Narodu w Bukareszcie (rum. Catedrala Mântuirii Neamului) – katedra Rumuńskiego Kościoła Prawosławnego w Bukareszcie w Rumunii, budowana od 2010 roku; druga co do wielkości chrześcijańska świątynia w Europie.

## Historia
Idea budowy katedry Zbawienia Narodu sięga jeszcze czasów XIX-wiecznego państwa rumuńskiego i zwycięstwa wojsk rosyjskich oraz rumuńskich nad Imperium Osmańskim w wojnie 1877-1878. Pomysł ponownie był brany pod uwagę w dwudziestoleciu międzywojennym. W 2004 roku patriarcha rumuński Daniel I wmurował kamień węgielny pod budowę świątyni; prace ruszyły w 2010 roku. Budowa, prowadzona przez firmę Vanel Exim, jest finansowana głównie ze środków publicznych (około ¼ pochodzi z darowizn), jej koszty wyniosą kilkaset milionów euro (do stycznia 2023 roku wydano na budowę około 200 mln euro). 25 listopada 2018 roku katedra została uroczyście konsekrowana; pierwszą Świętą Liturgię koncelebrowali patriarcha Rumunii Daniel I oraz patriarcha Konstantynopola Bartłomiej I. W wyniku przepychanek z żandarmami ponad sto osób próbujących dostać się do świątyni zostało rannych. Zakończenie robót budowlanych było przewidziane na 2024 rok, ale w 2023 roku bardziej prawdopodobnym terminem jest 2025 rok. Świątynia ma stać się główną cerkwią Rumuńskiego Kościoła Prawosławnego, zastępując w tej roli katedrę Patriarchalną Świętych Konstantyna i Heleny w Bukareszcie.

## Architektura
Projekt katedry wykonał Gheorghe Bratiloveanu. Katedra jest budowana na Dealul Arsenalului, placu przed Pałacem Parlamentu. Świątynia została zaprojektowana tak, by przetrwać co najmniej 500 lat i wytrzymać trzęsienie ziemi o sile ponad 8,5 w skali Richtera.
Świątynia mierzy ponad 120 m wysokości (po założeniu krzyża na najwyższym punkcie ma mierzyć 127 m). Jej korpus został nakryty siedmioma kopułami, co ma symbolizować siedem sakramentów. W najwyższej wieży znajduje się dzwonnica (dzwon o masie 25 ton i średnicy 3,35 m zaprojektował Flavio Zambotto – jest to największy ruchomy dzwon kościelny świata) i punkt widokowy dostępny za pomocą wind. Obiekt został wyposażony w około 600 okien. 
Wnętrze może pomieścić około 5000 osób. Świątynia stylistycznie łączy wpływy bizantyńskie i łacińskie. Sklepienia zostały wyłożone mozaikami, materiał został zamówiony w Wenecji. W centralnej części sklepienia znajduje się wizerunek Chrystusa Pantokratora. Na sklepieniu absydy znajduje się mozaika-ikona Matki Bożej o wysokości około 16 m – jest to największe przedstawienie Maryi w Rumunii i jedno z największych w kulturze prawosławnej. Ikonostas ma wymiary 23,8 m na 17,1 m i jest największy na świecie.
Obok katedry ma powstać hotel i stołówki dla odwiedzających, księgarnia z literaturą religijną i dom patriarchy, a także lądowisko dla helikopterów i schron przeciwatomowy.

## Galeria

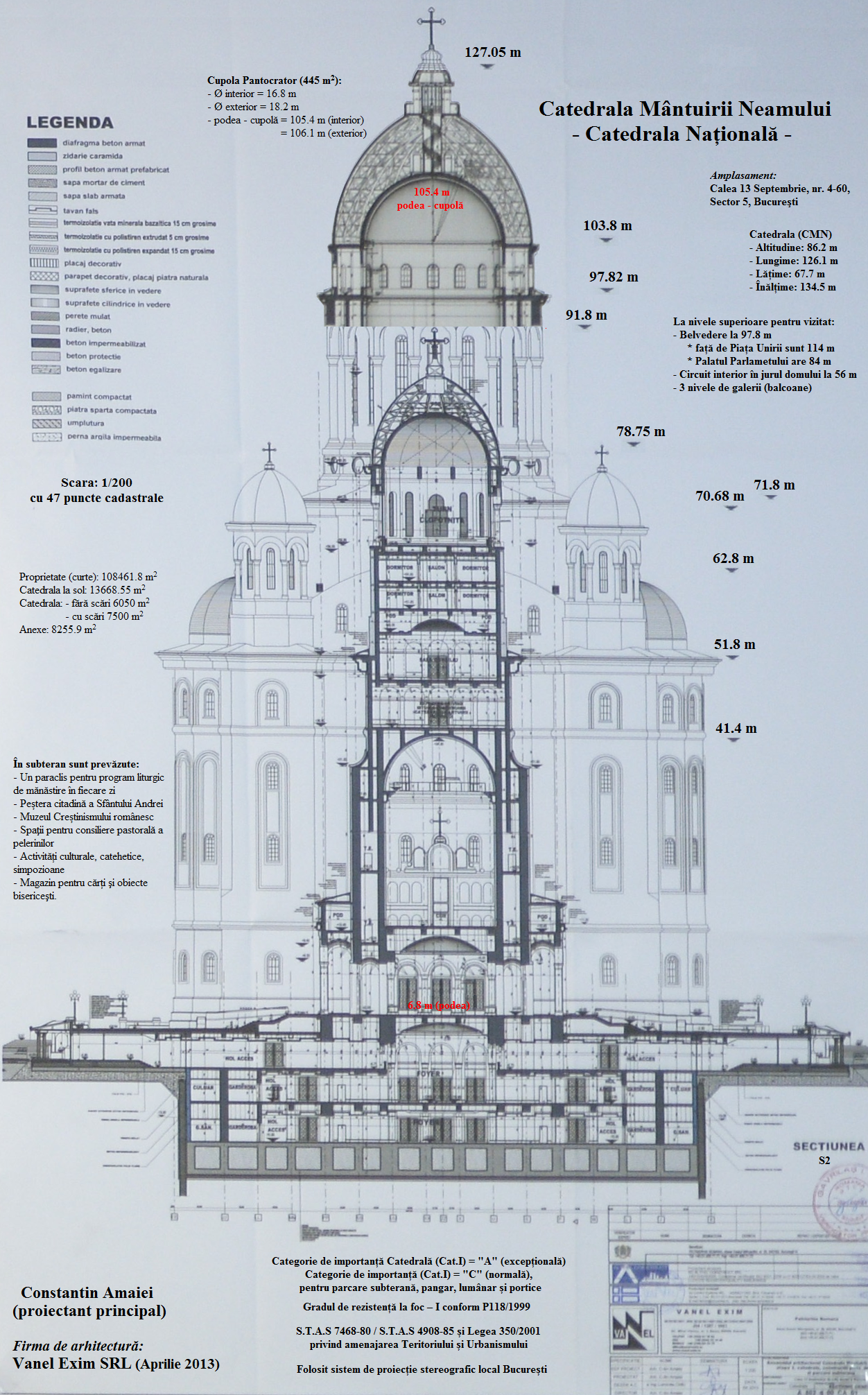
Przekrój pionowy
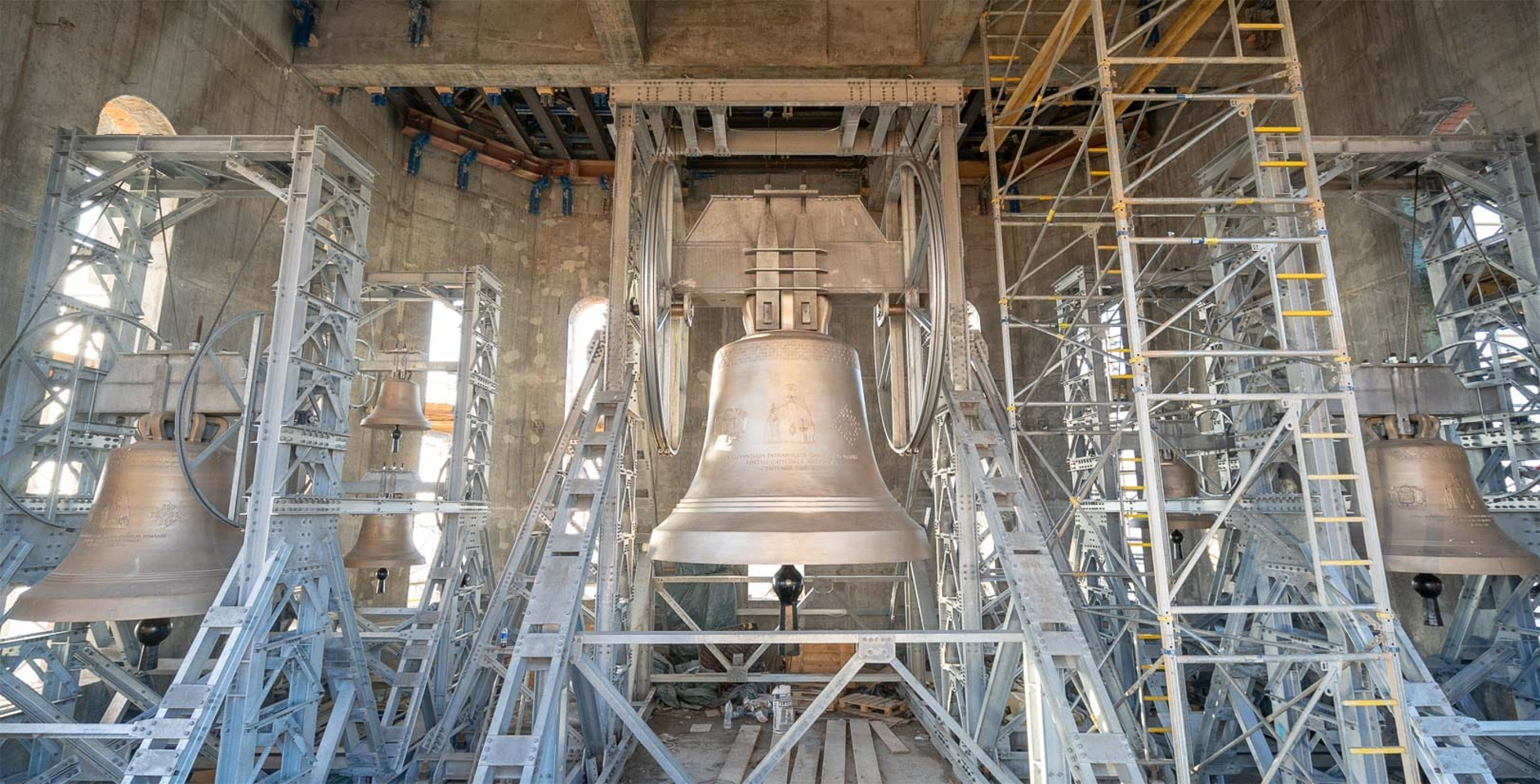
Dzwony (2018)
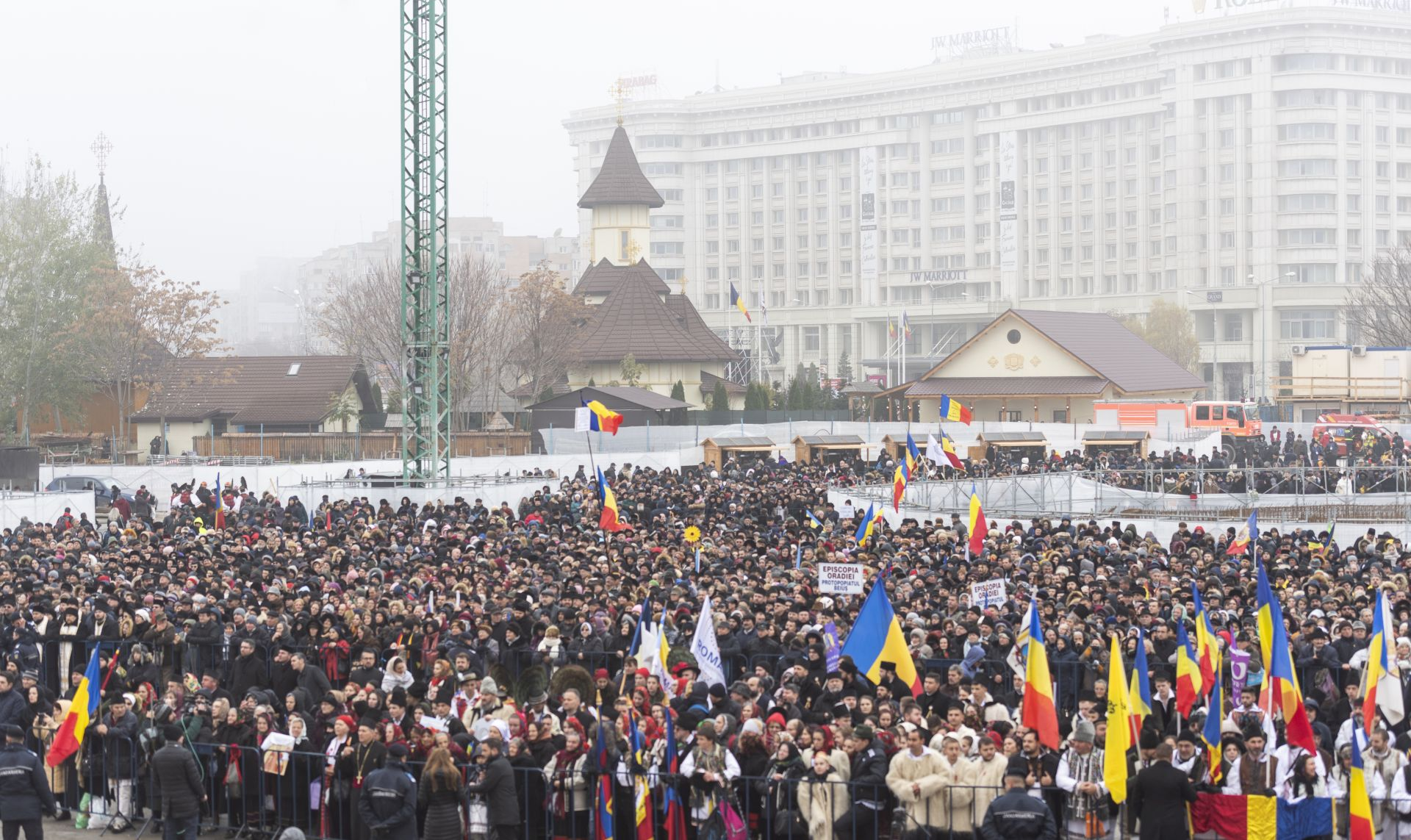
Dzień konsekracji (2018)
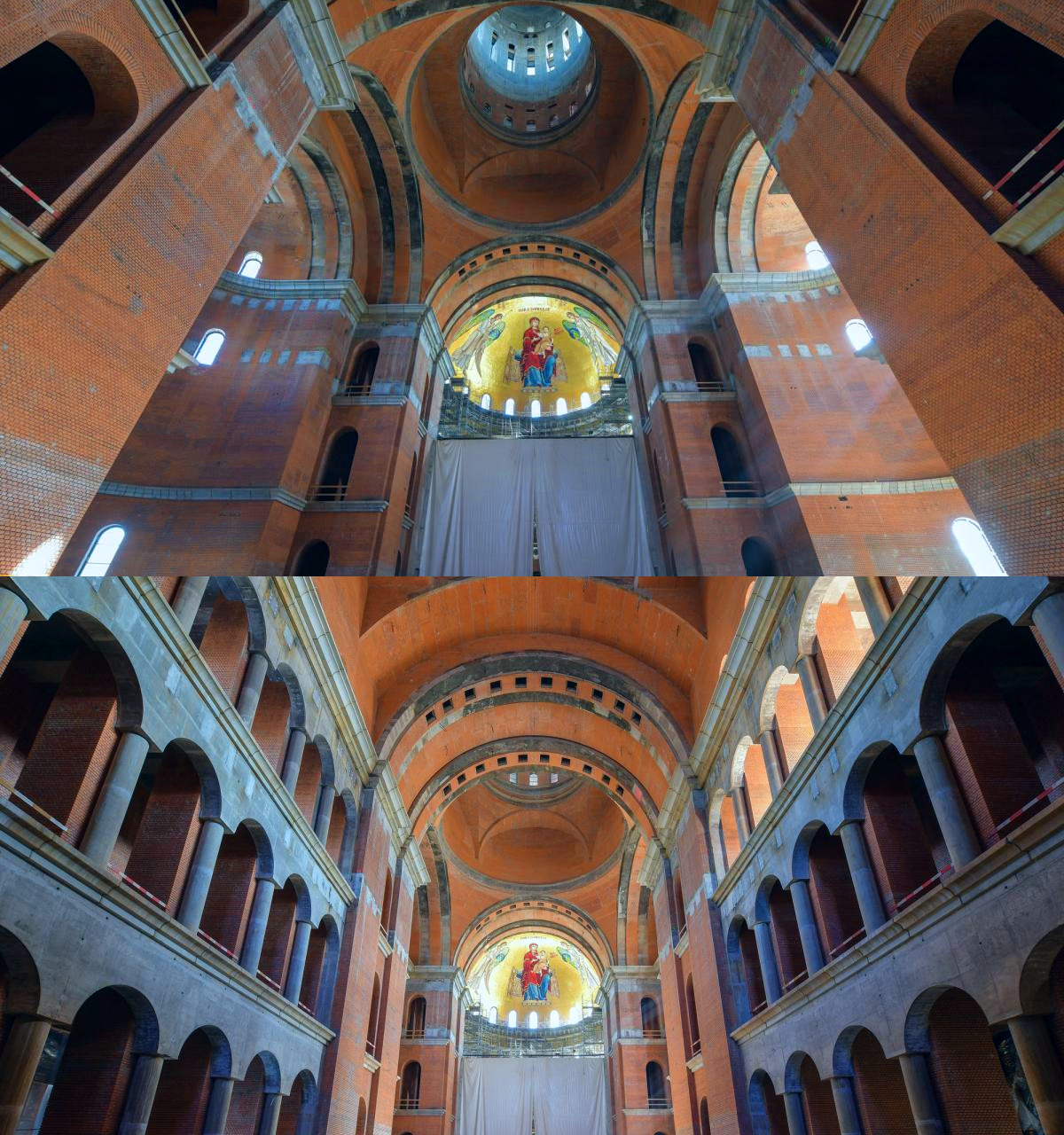
Nawa główna (2020)
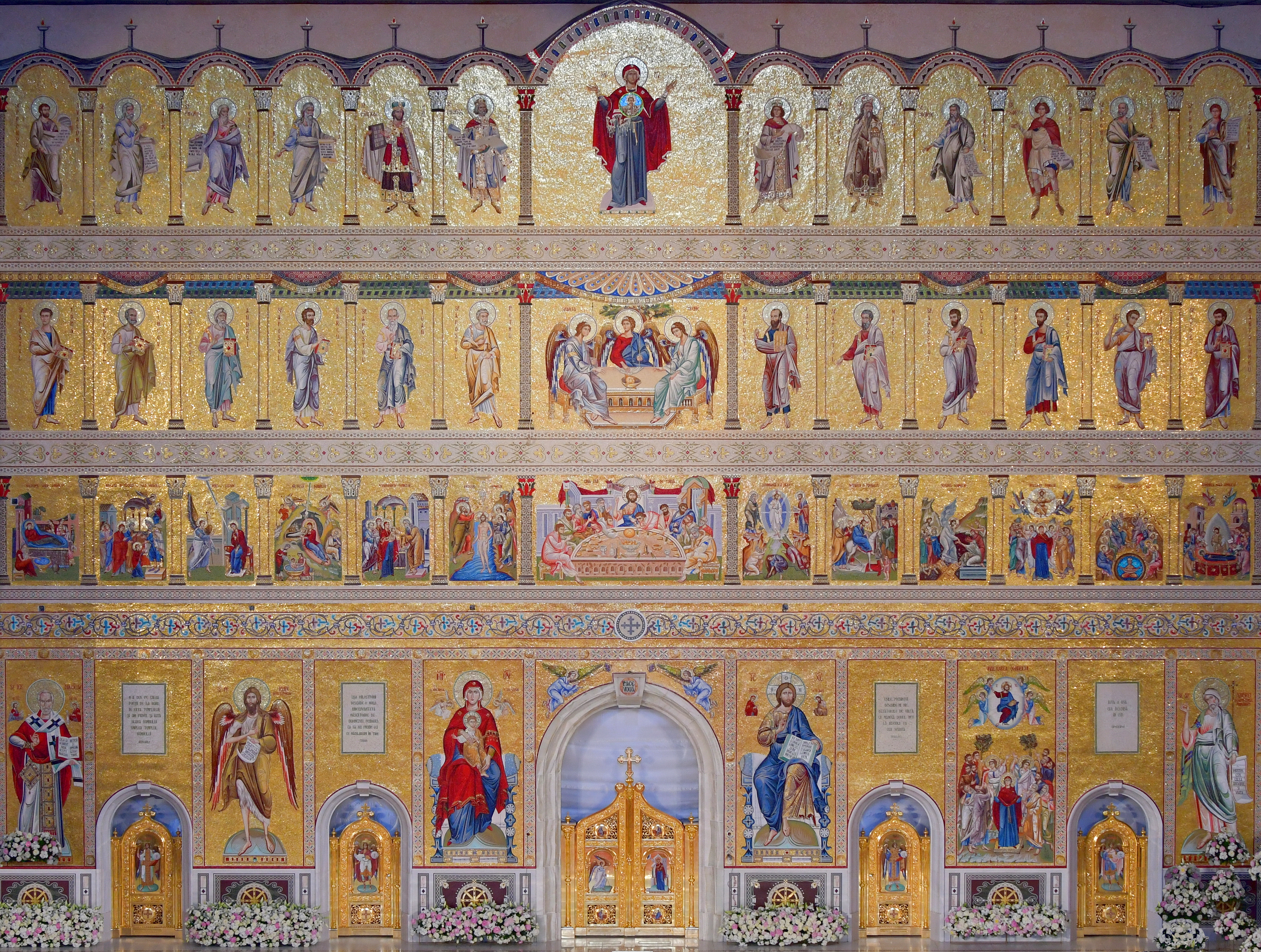
Ikonostas (2019)
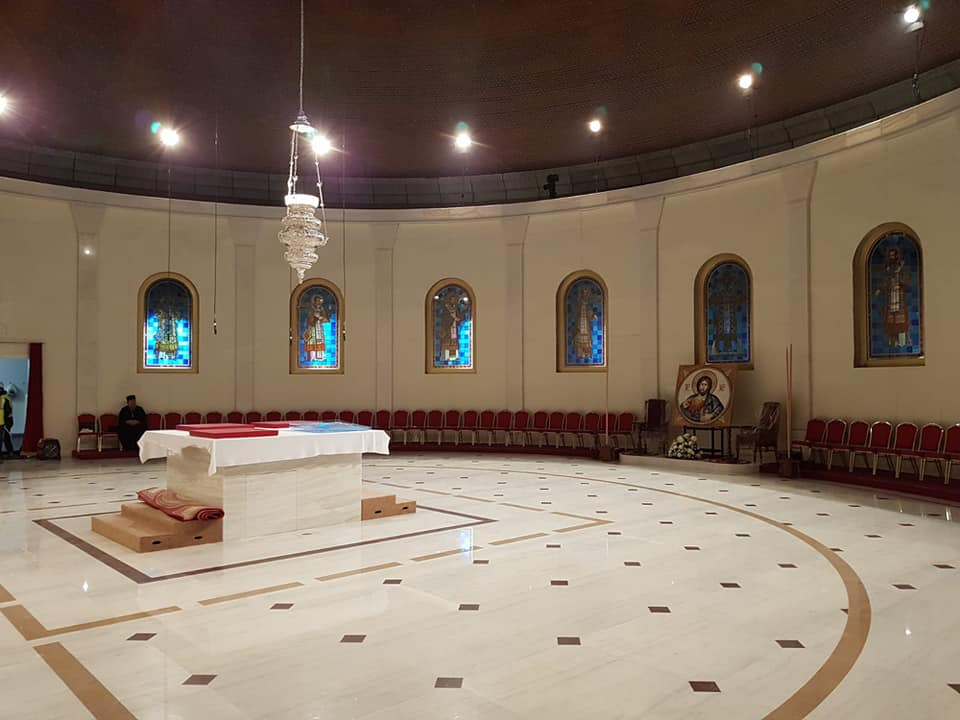
Prezbiterium (2018)
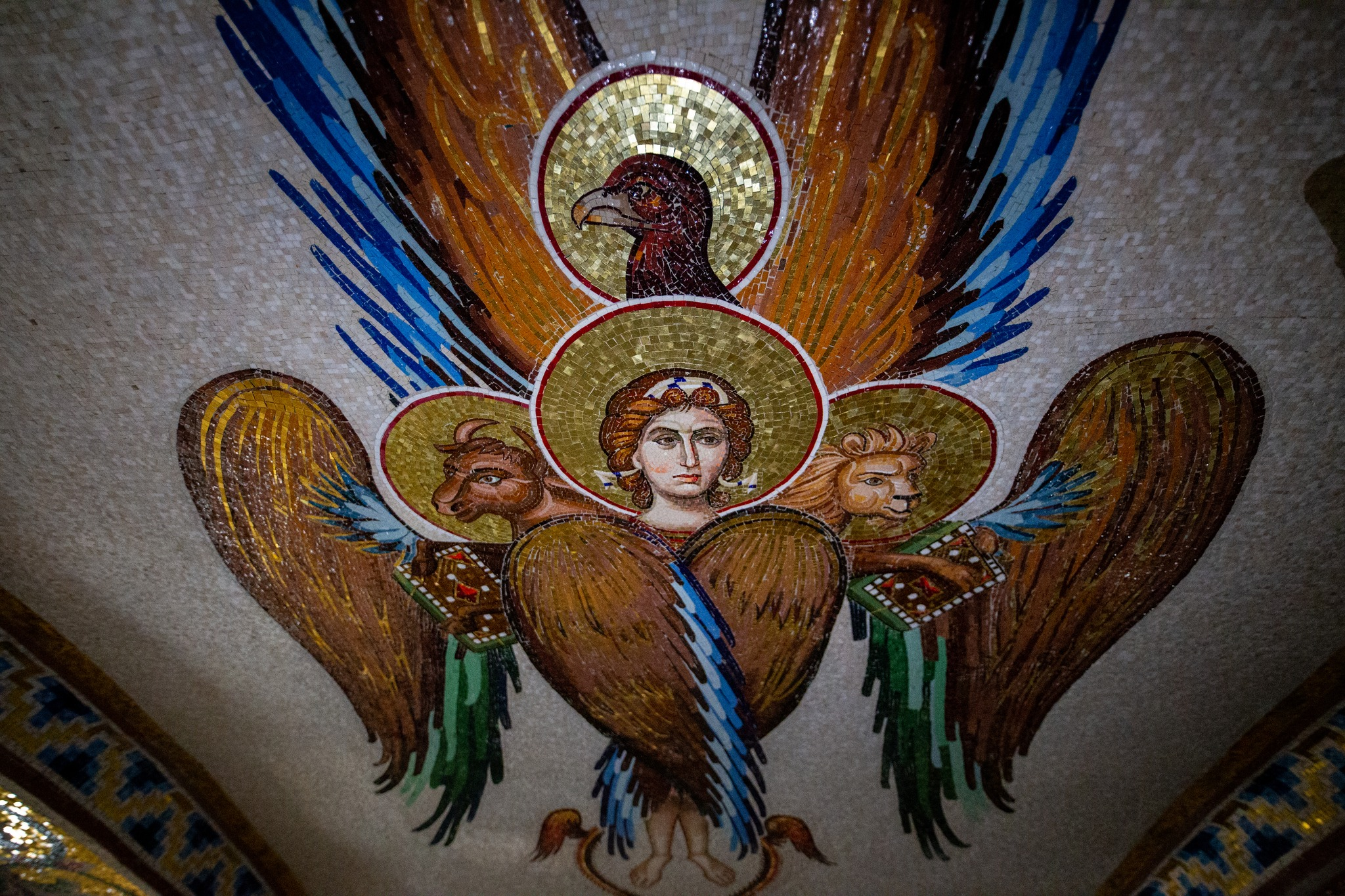
Mozaika z serafinem (2022)